# サビーネ金子
サビーネ 金子（サビーネ かねこ、Sabine Marianne Kaneko, 1957年4月14日 - ）は、日本の元タレント、ファッションモデルであり、歌手である。1977年（昭和52年）度の 『クラリオンガール』として知られる。

## 人物
1957年（昭和32年）、神奈川県鎌倉市出身。父親は日本人、母親はハンガリー系オーストリア人であり、東京・横浜独逸学園に学んだ。
女性モデルとして、1976年（昭和51年）の『ユニチカ水着モデル』（同時期のユニチカマスコットガールは手塚理美）を経て、1977年度の『クラリオンガール』（3代）に就任した。また、多くの男性誌グラビアページや、女性誌、さらに、化粧品『クインテス』（資生堂）などのテレビCMにも出演した。
音楽活動にも積極的で、三浦義和や間宮貴子らとコーラス・グループ『パオ』を結成し、リード・ボーカルを担当。作詞や作曲にも携わり、1978年12月25日にはシングル『YES（セイ・イエス）』（東芝EMI）でデビュー。
1979年、間宮が脱退し、三浦とデュオになりアメリカ映画『リトル・ロマンス』（1979年日本公開）のイメージソング 『サンセット・キッス』をリリースしオリコンチャート最高19位を記録する。
1980年、東芝EMIからビクターへ移籍、新たに宮崎文子が加入し再び3人組となり、通算3枚目のシングル『ラブ・イズ・シリアス・ビジネス』をリリースし、同曲で『夜のヒットスタジオ』に出演。同年、アルバム『You -ユウ-』をリリースした。
『ひらけ!ポンキッキ』では「雨もり寺のおしょうさん」をサヴィーネ名義で平野レミ、宍倉正信らと歌唱している。

## 出演
- 柳生一族の陰謀 第11話「幻の混血美女」（1978年、KTV） - コルネリア